# Église Saint-Nicolas de Lunebourg
Pour les articles homonymes, voir Église Saint-Nicolas.
 (octobre 2024).
L'église Saint-Nicolas de Lunebourg est une église située dans la ville de Lunebourg, en Allemagne. Elle constitue, avec l'église Saint-Jean et l'église Saint-Michel, à Lunebourg, des stations sur la route européenne du gothique en brique. 

## Historique
La construction de la nef et du chœur a commencé en 1407 et a duré jusqu'en 1440. La construction de la tour a commencé en 1460 et elle a été achevée en 1587, puis a été démolie en 1831 parce qu'elle était dans un état irréparable. En 1843, une association pour le sauvetage de l'église fut créée. Les travaux ont d'abord permis une stabilisation de la nef, puis la construction d'un nouveau clocher en 1896 dans un style néogothique.
L'église a été consacrée au culte luthérien en 1530.

## Dimensions
Les dimensions de l'édifice sont les suivantes :

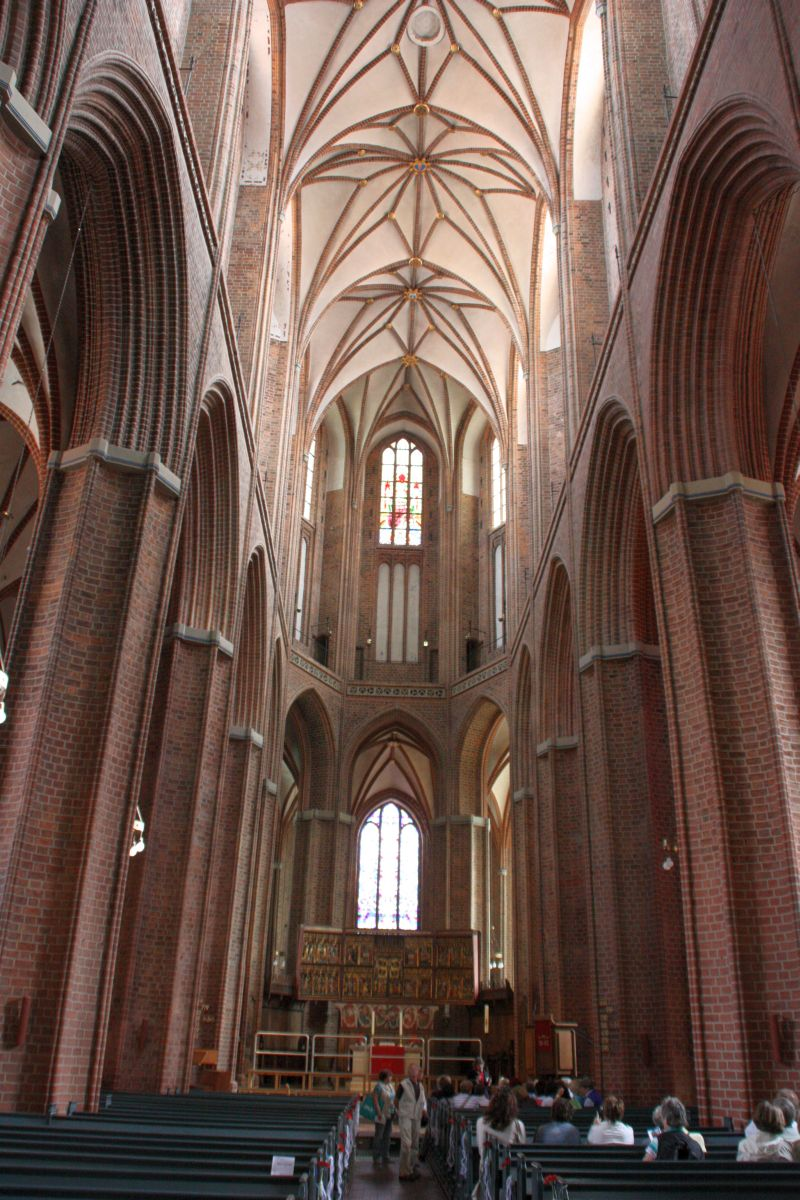
Intérieur de l'église

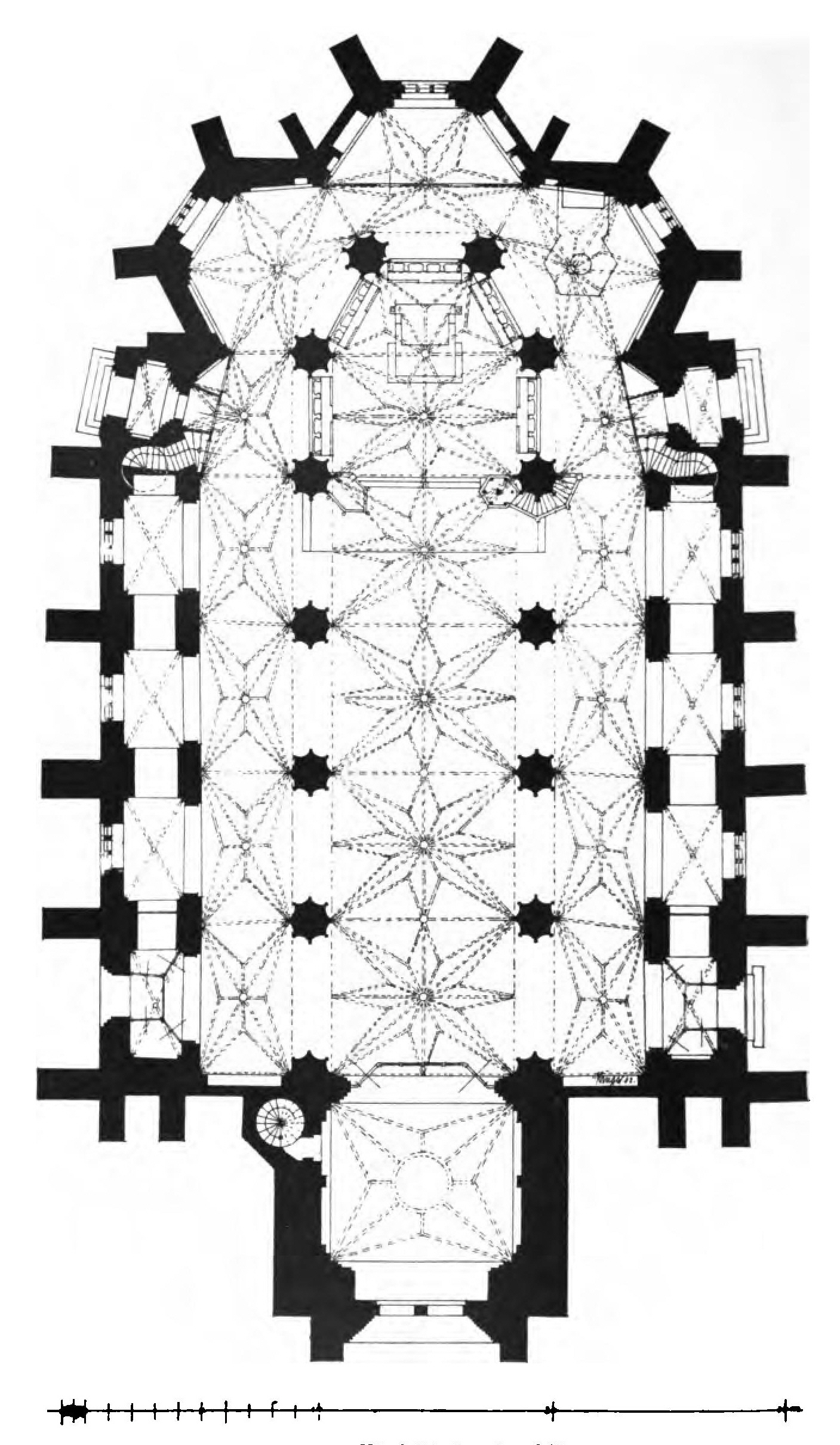
Plan

- Hauteur de la nef : 28,7 m
- Hauteur de la tour : 98 m[2].